# Darwin e a ciência da evolução
Darwin e a ciência da evolução (no original, em francês:  Darwin et la science de l'évolution) é uma monografia ilustrada e um relato biográfico do naturalista britânico Charles Darwin e sua teoria da evolução. O livro é o 397º volume da coleção enciclopédica "Découvertes Gallimard", escrito pelo historiador da ciência francês Patrick Tort [fr], e publicado na França pela editora parisiense Gallimard em 20 de setembro de 2000. No Brasil, entrou em circulação em 2004 por intermédio da editora Objetiva, como parte de sua coleção "Descobertas". Em 2002, a obra foi adaptada em filme documentário homônimo para o canal Arte.

## Introdução
Neste livro, o autor lança luz sobre a vida e obra do principal fundador da ciência da evolução. Parte biografia, parte história da ciência e documentário social, este livro leva os leitores na viagem de descoberta de Darwin.

## Adaptação
Em 2002, em co-produção com La Sept-Arte e Trans Europe Film, em colaboração com Éditions Gallimard e CNRS Images média, produziu a adaptação documental de Darwin et la science de l'évolution sob o mesmo título, dirigida por Valérie Winckler, com narração de voice-over pelo ator francês Claude Aufaure [fr] e a diretora. O filme foi transmitido pelo Arte como parte do programa de televisão L'Aventure humaine [fr], e dublado para o alemão com o título Charles Darwin und die Evolution.